# Телевизија Иџтимаи
Јавно емитерско предузеће за радио и телевизију Иџтимаи (ИТВ) (азер. İctimai Televiziya və Radio Yayımları Şirkəti (İTV) енгл. Public Television and Radio Broadcasting Company) је јавни телевизијски канал у Азербејџану. Емитер је постао члан Европске радиодифузне уније дана 7. јула 2007. и од тада има право учешћа на такмичењу за Песму Евровизије придружујући се кавкаским суседима Грузији и Јерменији по први пут на такмичењу у Београду 2008. године.
Телевизија Иџтимаи је један од ретких евровизијских емитера чији власник није држава. Азербејџански национални телевизијски канал АЗтв је такође 2007. покушао да постане члан ЕРУ, али пријава ове телевизије није прихваћена због блиске повезаности са Владом Азербејџана.
Дана 2. фебруара 2009. године било је најављено да ће Телевизија Иџтимаи бити домаћин Евровизијском плесном такмичењу на јесен 2010. године у Бакуу, Азербејџан.
Поводом победе Азербејџана на 56. такмичењу за Песму Евровизије у Диселдорфу, Немачка, 14. маја 2011, ИТВ ће бити домаћин овог такмичења 2012. године.